# هاپاگ لوید
هاپاگ لوید (انگلیسی: Hapag-Lloyd) یک شرکت حمل و نقل بین المللی و حمل و نقل کانتینری آلمانی است که پنجمین شرکت بزرگ در جهان از نظر ظرفیت کل TEU است.  این شرکت در سال ۱۹۷۰ از طریق ادغام Hamburg-American Line (HAPAG) و "Norddeutscher Lloyd" تاسیس شد.